# Palmyra aurifera
Palmyra aurifera är en ringmaskart som beskrevs av Savigny in Lamarck 1818. Palmyra aurifera ingår i släktet Palmyra och familjen Aphroditidae. Inga underarter finns listade i Catalogue of Life.